# The Cherry Coke$
The Cherry Coke$ (Eigenschreibweise in Großbuchstaben) ist eine japanische Punk-Rock- und Celtic-Punk-Band.

## Mitglieder
- Katsuo (5. Juni / Präfektur Tokyo) – Gesang, Banjo
- Masaya (14. November / Präfektur Saitama) – Gitarre, Irische Bouzouki
- Mocchi (29. Oktober / Präfektur Tokyo) – Schlagzeug
- Suzuyo (30. September / Präfektur Kanagawa) – Saxophon, Tin Whistle, Harmonika, Bodhrán
- Tomo (9. Februar / Präfektur Mie) – Akkordeon
- LF (9. Dezember / Präfektur Tokyo) – Bass

## Diskografie

### Kassetten
- Fiesta (Am 9. Juni 2005 wurde dieses Tape im Shibuya-Distrikt in Tokio verteilt.)

### Alben
- 2004: Beer My Friends
- 2005: Rouse Up
- 2008: Sail The Pint
- 2011: Seven
- 2012: Black Revenge
- 2013: Colours

### EPs
- 2009: Keep The Fire

### Singles
- Go this way!
- The freight train runs forever
- 2010: My Story 〜まだ見ぬ明日へ〜

### Demotape
- Shit と Cherry Cokes のWネーム

### Videoalben
- 2010: Rascal Trail
- 2014: Hoist The Colours tour 2013 The Final at akasaka Blitz
- Conflict For Freedom 2006~2007
- Too Young To Die